# Jackpot (Brian-Charette-Album)
Jackpot ist ein Jazzalbum von Brian Charette. Die am 4. November 2021 im Van Gelder Recording Studio in Englewood Cliffs, New Jersey entstandenen Aufnahmen erschienen im Juli 2022 auf dem Label Cellar Live.

## Hintergrund
Viele Jahre lang war Showman’s eine beliebte Bar in Manhattans Stadtteil Harlem, in der unter anderem Jack McDuff und Jimmy „Preacher“ Robins ein großes Publikum anzogen, notierte Herb Boyd. Der Organist und Pianist Brian Charette sagte, dies sei einer seiner bevorzugten Veranstaltungsorte gewesen, und die dort gehörte Musik sei in sein Album Jackpot eingesickert. Brian Charette nahm es mit dem Saxophonisten Cory Weeds (der es auch co-produzierte), dem Gitarristen Ed Cherry und Schlagzeuger Bill Stewart auf. Das Quartett spielt neun Eigenkompositionen, geschrieben von Charette im Hinblick auf sein frühes Spiel in Harlem, manchmal auf McDuffs Orgelspiel.
In einem Interview äußerte sich Charette zum Entstehungsprozess des Albums:
„Ich habe alle Songs während einer Tour in einem Hotelzimmer in Budapest geschrieben. Ich habe mein Keyboard im Raum mit Kopfhörern aufgebaut. Melodien und Akkorde kamen mir beim Schreiben in den Sinn. Ich wollte einprägsame Bebop-Melodielinien und ich wollte sie schnell schreiben, damit sie nicht zu kompliziert sind. Wir haben im Studio von Rudy Van Gelder in New Jersey aufgenommen – ich, Cory Weeds, Ed Cherry und Bill Stewart. Ich habe die Musik mit Blick auf diese Band geschrieben. Ich wollte ein Album mit ‚Grütze und Soße‘-Swing-Melodien haben, nur weil ich das zuvor nie wirklich gemacht hatte und ich nun dachte, dies wäre an der Zeit.“

## Titelliste
- Brian Charette: Jackpot (Cellar Music CM110422)[3]

1. Polka Dot Pinup 5:10
2. Tight Connection 4:21
3. Triple Threat 6:54
4. Good Fortune 5:25
5. Upstairs 4:16
6. High Ball 7:05
7. Vague Reply 4:09
8. Jackpot 5:22
9. Unmasked 5:06

Die Kompositionen stammen von Brian Charette.

## Rezeption

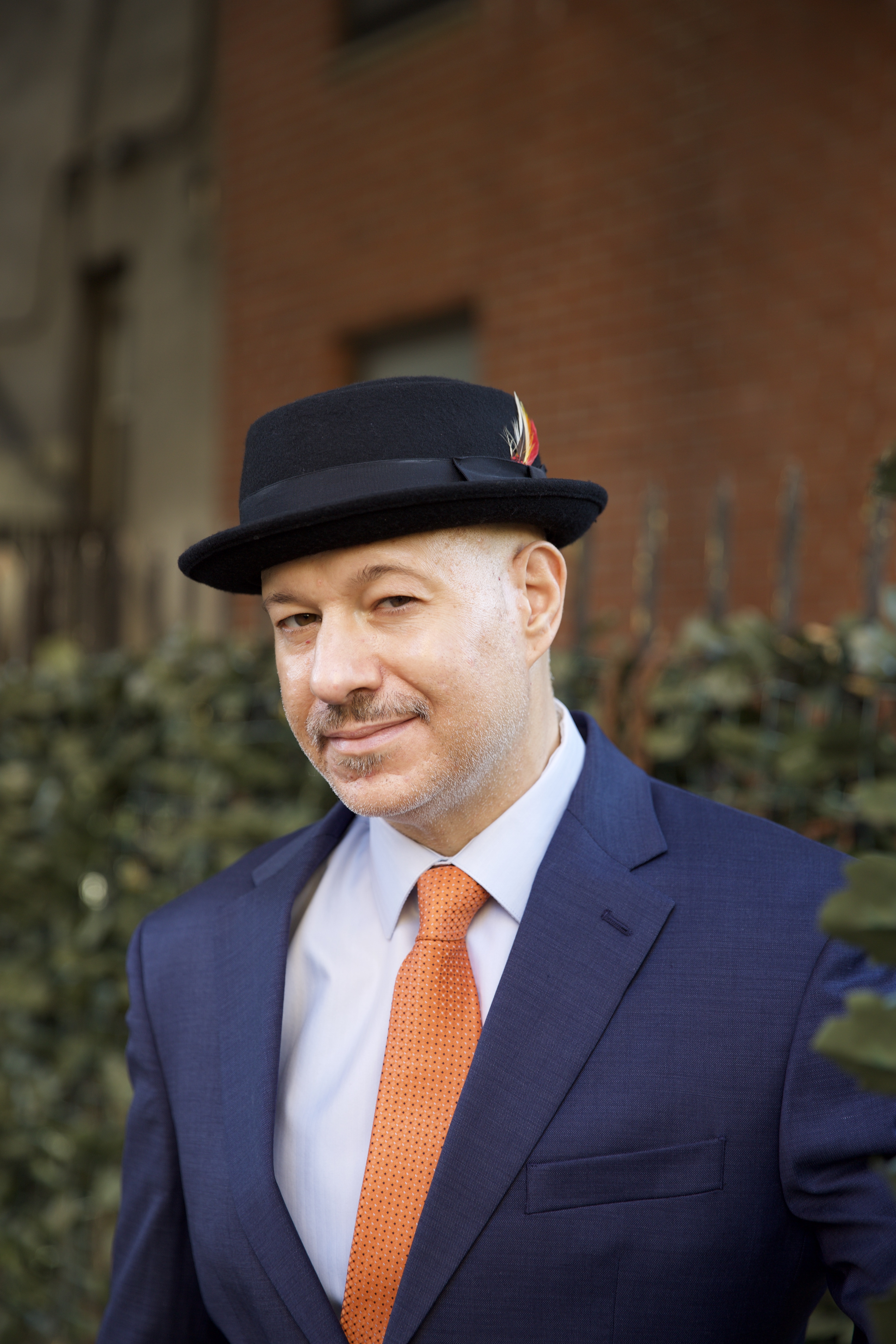
Brian Charette

Genau wie der Titel eines der Tracks habe Charette eine „Tight Connection“ hergestellt, eine, die von jenem Orgel-Gitarren-Saxophon-Sound durchdrungen ist, der in den 1950er- und 60er-Jahren so viele Clubs durchdrang, schrieb Herb Boyd im Down Beat, in dem er dem Album vier Sterne verlieh. Während des gesamten Albums fühle man sich mit Charettes Geschwindigkeit und Leichtigkeit, seinen schnellen Arpeggios zurück in diese verrauchten Lokale zurück versetzt. Charettes Finger würden über die Tastatur fliegen, während Weeds, Cherry und Stewart sich anstrengten, dabei mitzuhalten.
In der Tradition einiger großer Hammondorgelspieler der Vergangenheit, wie Jack McDuff, Melvin Rhyne, Don Patterson, Larry Young und Jimmy Smith, wollte einer der führenden Praktiker auf diesem Instrument, Brian Charette, einige swingende und gefühlvolle Bebop-Melodien schreiben, um damit die Erinnerung an diese vergangenen Größen zu ehren, meinte Pierre Giroux, der das Album in All About Jazz rezensierte. Während der gesamten Session würde es die Gruppe schaffen, jeden Tropfen funky Bop aus allen Arrangements herauszuquetschen.
Martin Johnson schrieb in JazzTimes, Jackpot sei von einem herausragenden Quartett eingespielt worden, dessen Mitglieder sich alle in diesem Stil auskennen, und die Gruppe habe ein selbstbewusstes, entspanntes Verhältnis zu diesem Idiom. Insgesamt berührte das Programm die Schlüsselstile des Genres – ein bisschen Boogaloo hier, ein bisschen Shuffle da –, aber nichts davon würde abgedroschen klingen. Charette habe mit George Coleman zusammengearbeitet, einem Saxophonisten, der ein Standardprogramm so frisch klingen lasse, dass es brandneu erscheint. Hier vollbringe er ganz allein dasselbe, nehme einen klassischen Stil und mache ihn zeitgenössisch und aufregend, ohne ins Schwitzen zu geraten.
Brian Charette würde verstehen, wie man Soul-Jazz komponiert, lobte Marc Myers (Jazzwax). Sein Album Jackpot sei grandios. In Brians Händen und Füßen stecke so viel Geschmack; Cory Weeds immer ein warmherziger und zentrierter Spieler. Ed Cherry wiederum spiele so glatt und groovy wie nur möglich, und Bill Stewart treibe das alles mit einer breiten Palette überraschender Figuren an.